# Organització d'Estudiants Republicans Balutxis
L'Organització d'Estudiants Republicans Balutxis (BRSO) és un sindicat d'estudiants que defensa els drets del poble balutxi a la província pakistanesa del Balutxistan Oriental i a altres zones del Balutxistan. Es va formar l'any 2008 després de separar-se de la Federació d'Estudiants de Watan, formada originalment per Akbar Bugti. La primera sessió del consell de l'organització es va celebrar l'any 2009 a la Universitat del Balutxistan a Quetta. El BRSO és l'ala estudiantil del Partit Republicà Balutxi encapçalat per Brahumdagh Bugti.